# Michail Afanas'eŭ
Michail Vasilevič Afanas'eŭ (in bielorusso Міхаіл Васілевіч Афанасьеў?; Minsk, 4 novembre 1986) è un allenatore di calcio ed ex calciatore bielorusso, di ruolo centrocampista.

## Carriera

### Club
Ha giocato nella prima divisione dei campionati bielorusso, russo e kazako.

### Nazionale
Ha partecipato agli Europei Under-21 del 2009.

## Palmarès

### Giocatore

#### Competizioni nazionali
- Campionato bielorusso: 1

BATE Borisov: 2002